# Мексико (Мејн)
Мексико (енгл. Mexico) насељено је место без административног статуса у америчкој савезној држави Мејн.

## Демографија
По попису из 2010. године број становника је 1.743, што је 203 (-10,4%) становника мање него 2000. године.
| Група             | 2000.         | 2010.         |
| Белци             | 1.907 (98,0%) | 1.680 (96,4%) |
| Афроамериканци    | 7 (0,4%)      | 7 (0,4%)      |
| Азијати           | 10 (0,5%)     | 9 (0,5%)      |
| Хиспаноамериканци | 5 (0,3%)      | 15 (0,9%)     |
| Укупно            | 1.946         | 1.743         |